# Ban de Guiró
El Ban de Guiró és una devesa muntanyenca del terme municipal de la Torre de Cabdella, al Pallars Jussà, dins del seu terme primigeni.
Està situat al nord-nord-oest del poble d'Aguiró, en el Serrat del Ban, que pren el nom de la mateixa devesa de muntanya que conté. És tota la carena entre el poble de Guiró i els Corrals de Guiró i el Tossal de Peirafita.